# Полость Роша

Полости Роша (обозначены жёлтым) для двойной системы. Сплошные линии — линии равного потенциала.

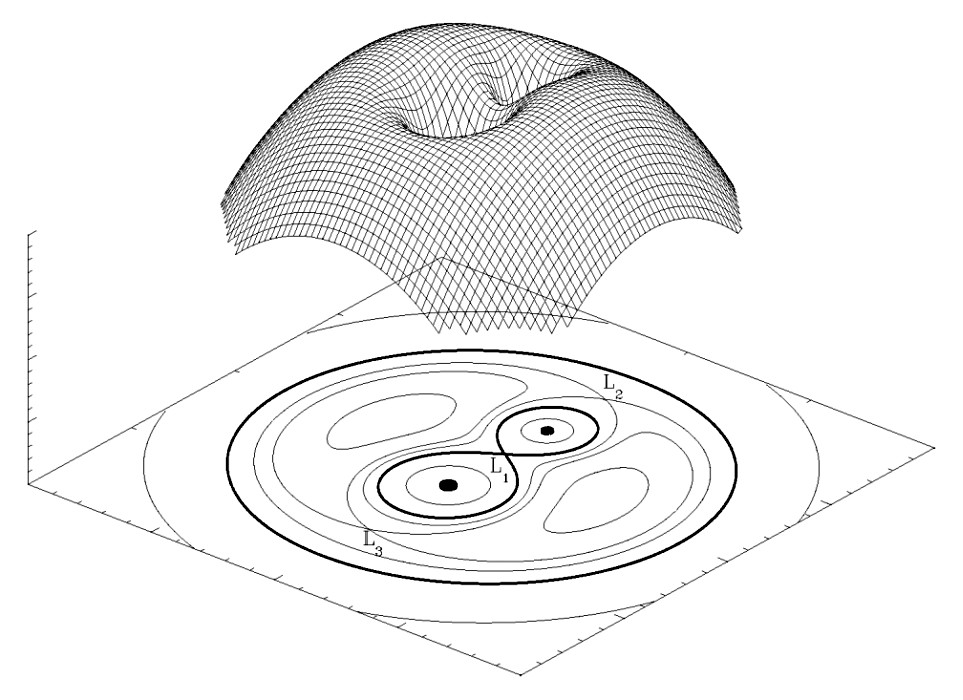
Трёхмерное изображение поверхности потенциала для вращающихся вокруг общего центра масс по круговым орбитам звёзд с отношением масс 1:2. Поверхность потенциала изображена в системе координат, вращающейся со звёздами. В случае эллиптических орбит поле становится непотенциальным.

Полость Роша — область вокруг звезды в двойной системе, границей которой служит эквипотенциальная поверхность, содержащая первую точку Лагранжа {\displaystyle L_{1}}.
В системе координат, вращающейся вместе с двойной звездой, для пробного тела, находящегося в этой области, притяжение звезды, находящейся в полости Роша, преобладает и над притяжением звезды-компаньона, и над центробежной силой.
В точке Лагранжа {\displaystyle L_{1}} полости Роша компонентов двойной системы соприкасаются: равнодействующая притяжений обеих звёзд обращается в ней в нуль. Это приводит к возможности перетекания вещества от одной звезды к другой при заполнении одной из них полости Роша в ходе её эволюции. Такие перетекания играют важную роль при эволюции тесных двойных звёздных систем (см. Аккреция).
Питером Эгглтоном предложена эмпирическая формула для эффективного радиуса полости Роша (радиус шара, объём которого равен объёму соответствующей полости Роша), дающая результаты с точностью лучше 1 % во всём диапазоне отношения масс:
{\displaystyle r_{L}={\frac {0{,}49\,q^{2/3}}{0{,}6\,q^{2/3}+\ln(1+q^{1/3})}},\quad 0<q<\infty ,}
где {\displaystyle r_{L}} — эффективный радиус полости Роша, отнесённый к расстоянию между компонентами, {\displaystyle q=M_{2}/M_{1}} — отношение масс компонент ({\displaystyle M_{2}} — масса звезды, для которой рассчитывается эффективный радиус полости Роша).